# Doornroosje

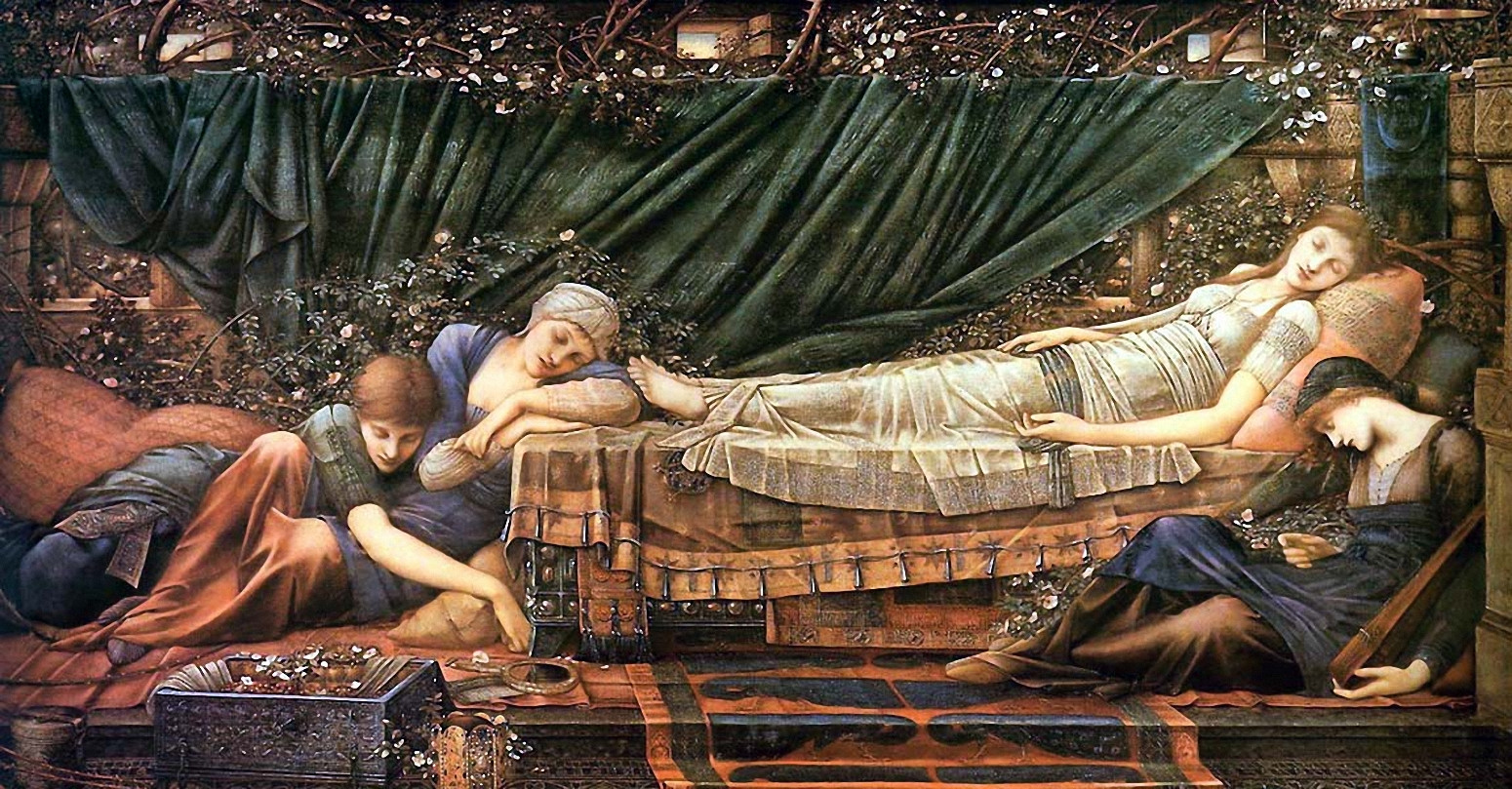
De Schone Slaapster geschilderd door Edward Burne-Jones

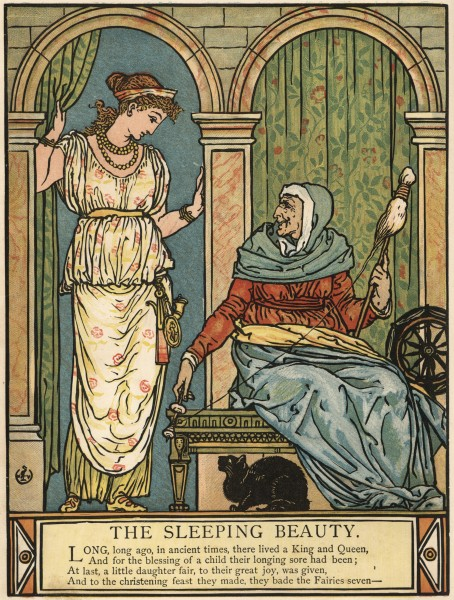
Doornroosje en de heks, Walter Crane

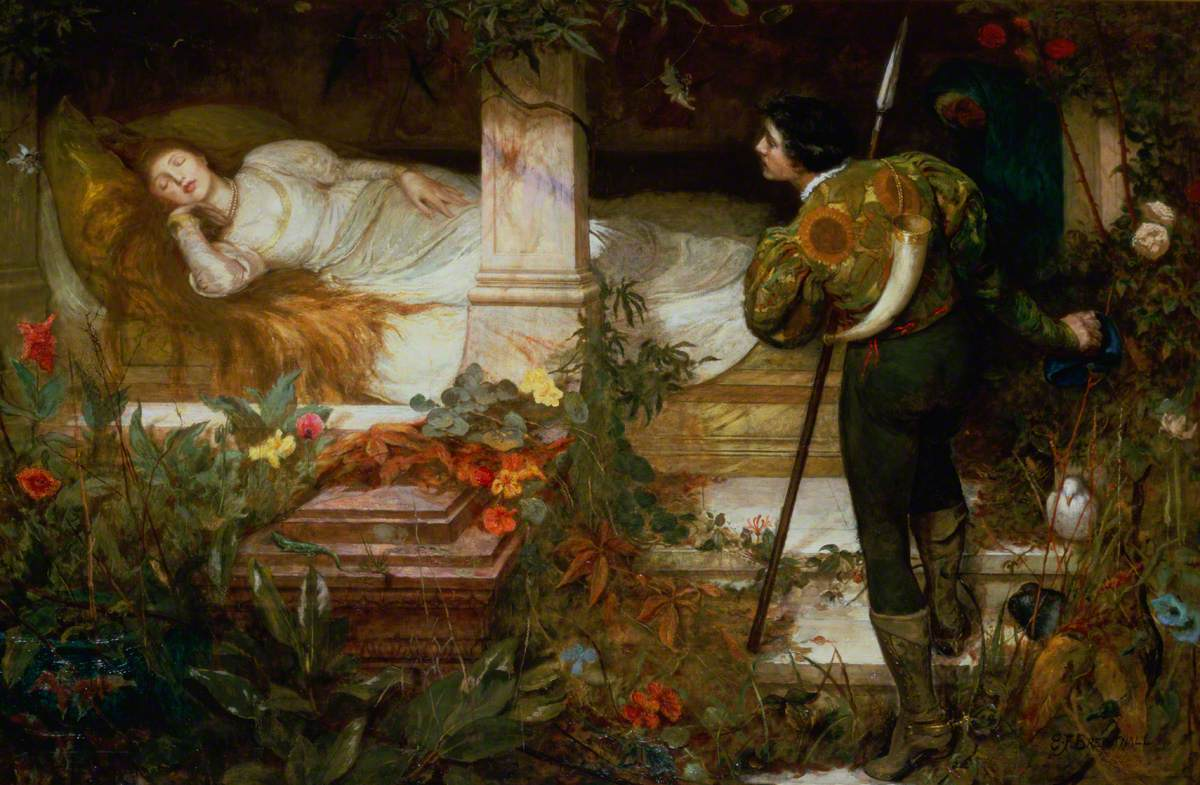
Sleeping Beauty, Edward Frederick Brewtnall (1846-1902)

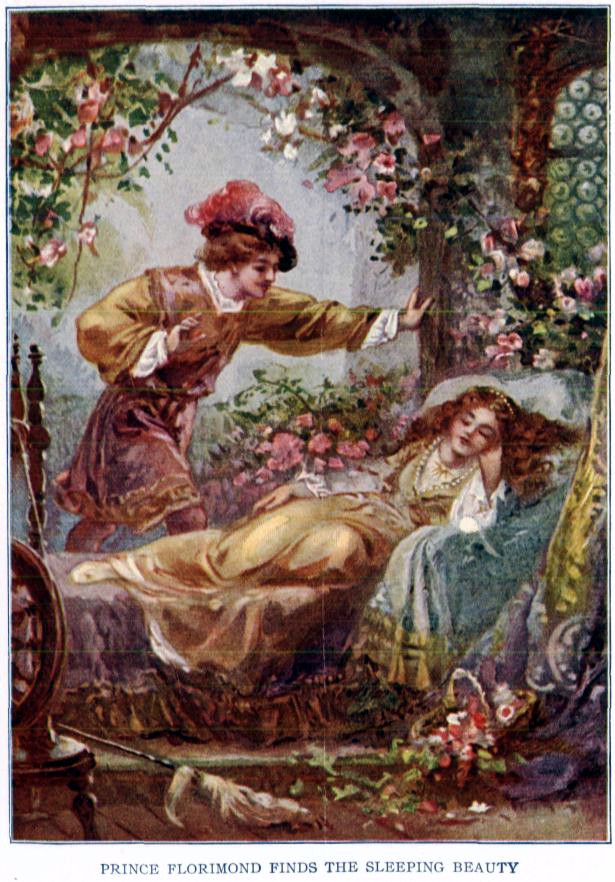
Prins Florimond vindt de schone slaapster

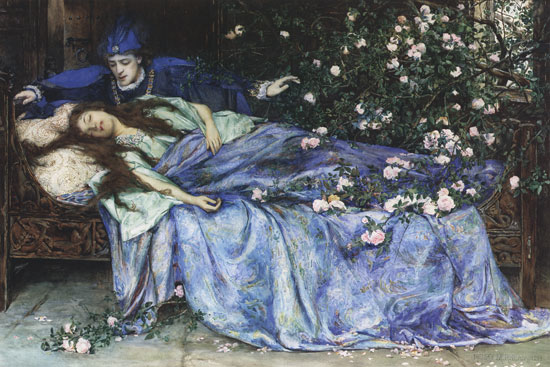
De schone slaapster door Henry Meynell Rheam

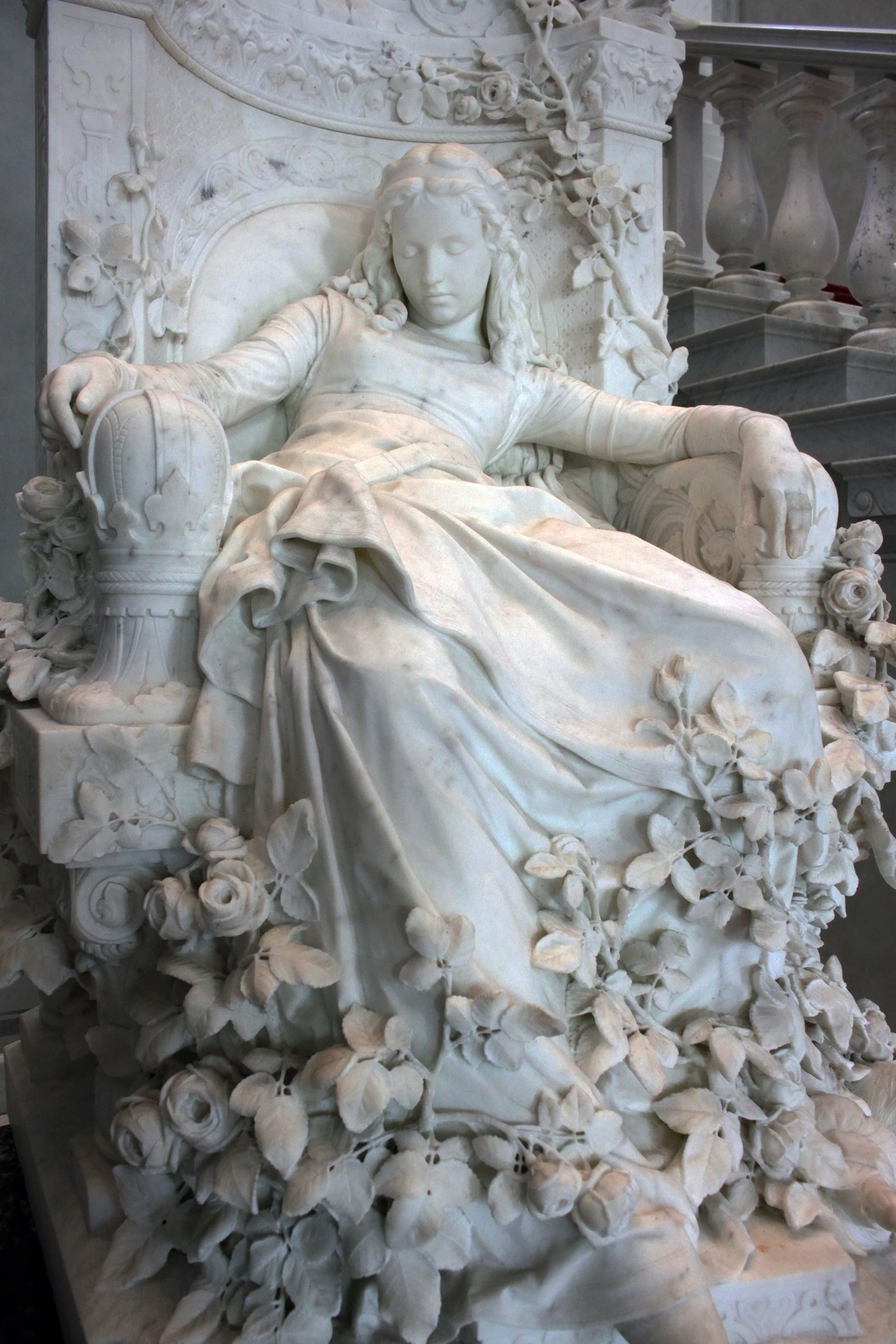
Doornroosje / Moeder Aarde door Louis Sussmann-Hellborn (1878)

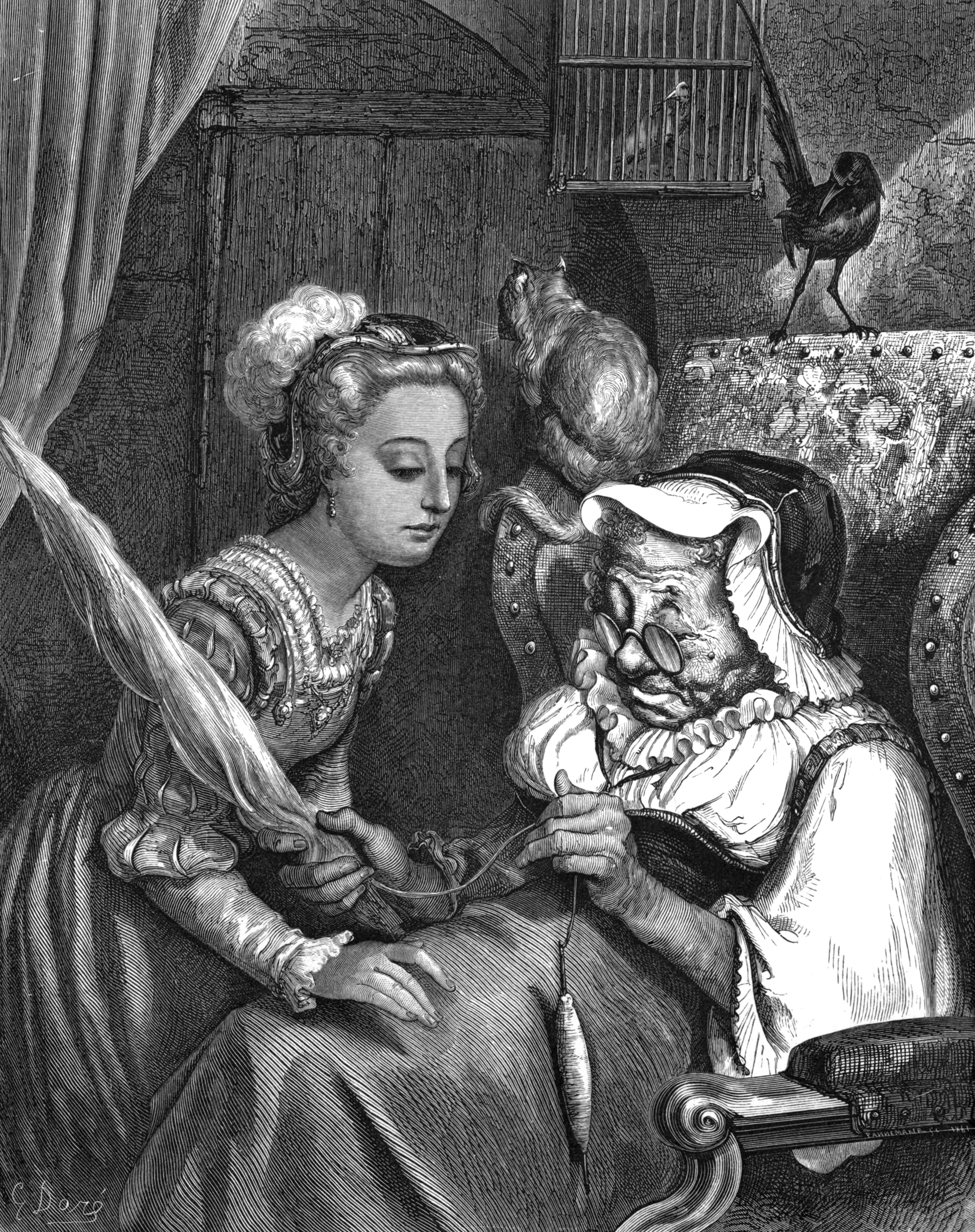
De prinses ziet de heks spinnen. Illustratie van Gustave Doré

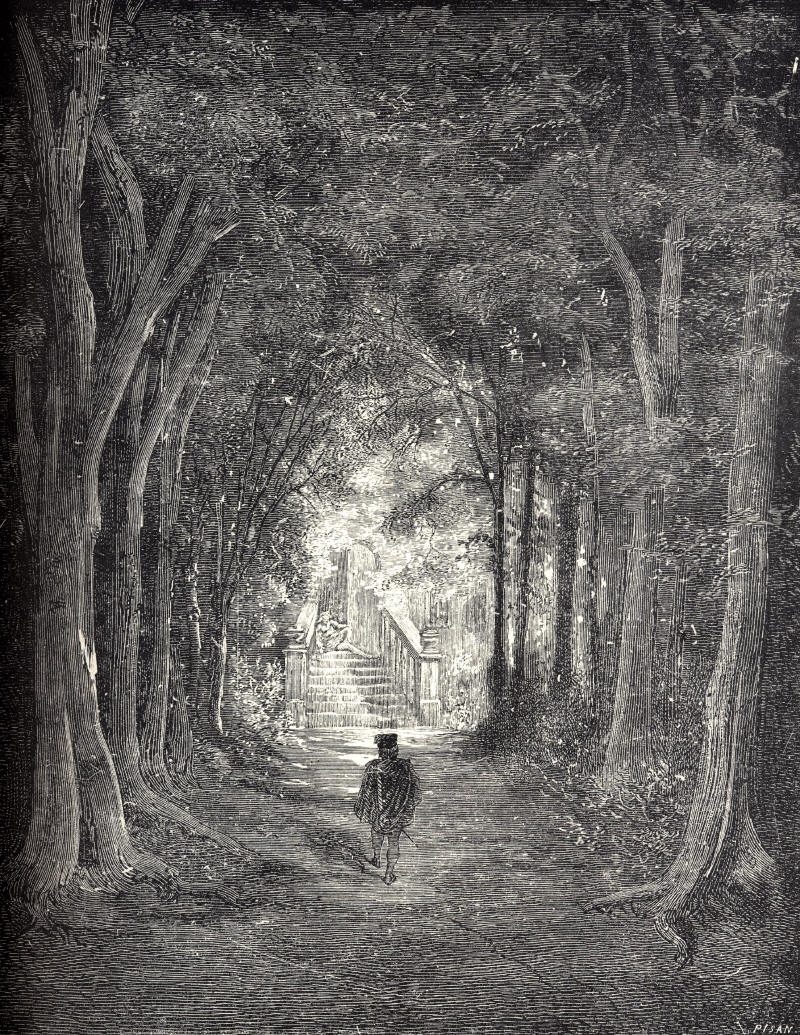
Het betoverde bos rond het kasteel. Illustratie van Gustave Doré

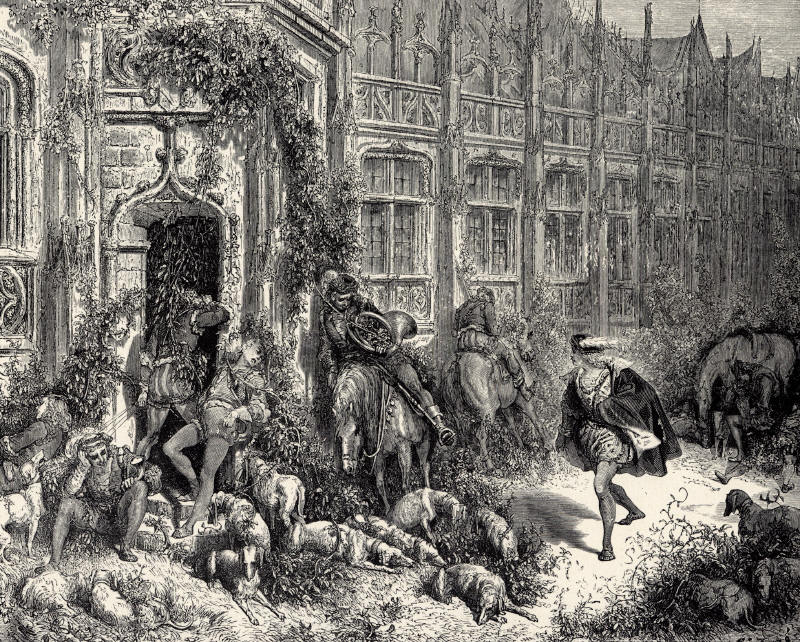
De prins ziet de slapende wachters. Illustratie van Gustave Doré

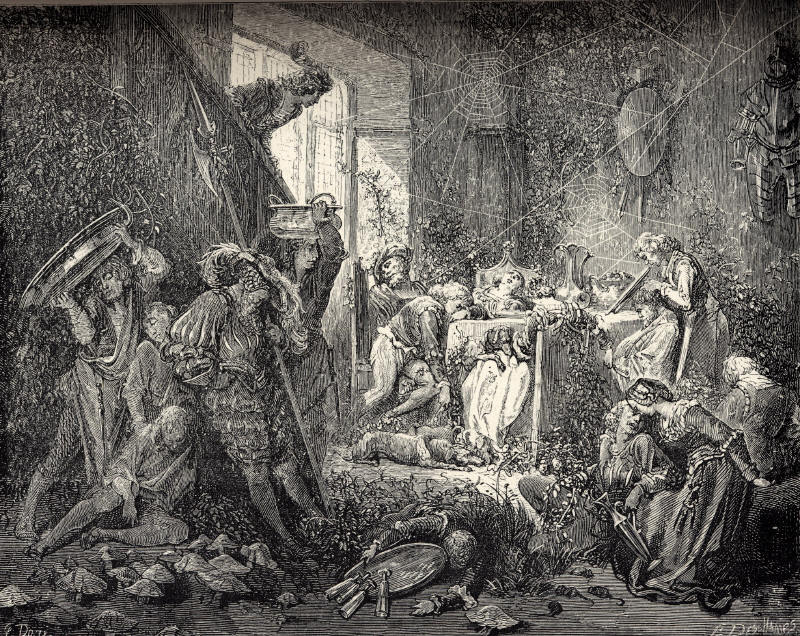
Het lijkt alsof de tijd heeft stilgestaan. Illustratie van Gustave Doré

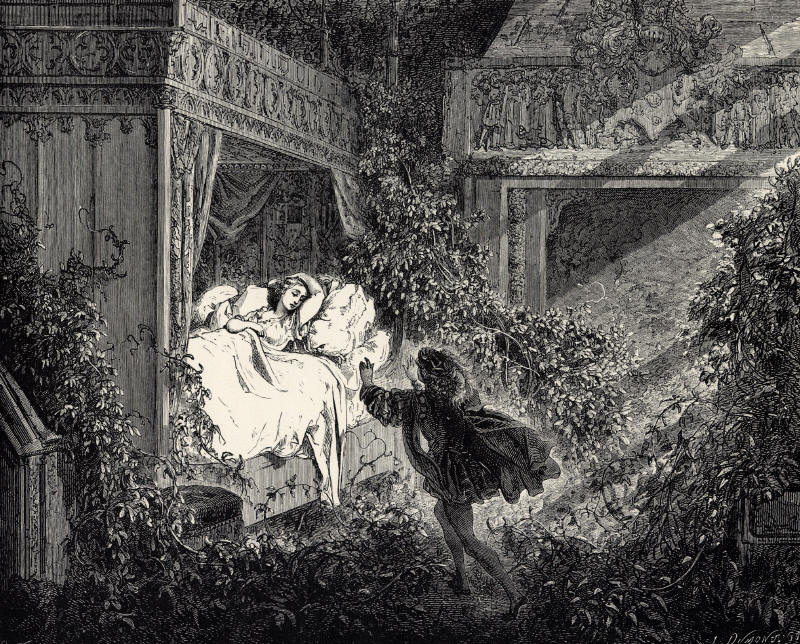
De schone slaapster en de prins. Illustratie van Gustave Doré

Doornroosje of De schone slaapster is een sprookje over een meisje dat in slaap valt na een prik met een naald, op grond van een voorspelling of vervloeking bij haar geboorte.

## Verschillende versies
Onderzoekers zijn het niet eens over de oorsprong van het sprookje. Sommigen betwijfelen dat het sprookje een (belangrijke) mondelinge overlevering heeft gekend en zijn van mening dat het vooral een literair boekensprookje is geweest uit de middeleeuwen. Anderen denken dat het sprookje een veel oudere oorsprong heeft en zien overeenkomsten met een verhaal uit de Siegfriedsage, waarin de walkure Sigfrida door de god Odin in slaap wordt gestoken.
De oudste literaire versie van het sprookje staat in de Franse ridderroman Perceforest uit 1340 met als titel Histoire de Troïlus et de Zellandine (Verhaal van Troïlus en Zellandine).
Het sprookje werd voor het eerst gepubliceerd in 1634 door de Italiaan Giambattista Basile met de titel Sole, Luna e Talia (Zon, maan en Talia), als onderdeel van zijn Pentamerone. Bekender is de versie uit 1697 van de Franse schrijver Charles Perrault, onder de titel La Belle au bois dormant (De schone slaapster in het bos), voor het eerst gepubliceerd in 1697 als een van de verhaaltjes in Sprookjes van Moeder de Gans. In 1812 is het sprookje opnieuw opgetekend door de gebroeders Grimm in hun Kinder- und Hausmärchen (KHM) onder nummer KHM50, met de titel Dornröschen (Doornroosje). Dit verklaart de twee verschillende Nederlandse titels. Deze versie komt uit Hessen en is door Jacob Grimm opgetekend uit de mond van Marie Hassenpflug (1788-1856) uit Kassel. Het sprookje kwam zeldzaam voor in volksoverleveringen, de versie van Grimm kan heel goed gebaseerd zijn op het sprookje van Perrault omdat de vertelster een hugenoten-achtergrond (dus Frans) had. De door Grimm opgetekende versie van het sprookje is de bekendste.
De sprookjes werden in latere drukken gekuist, zodat ze voor een groot lezerspubliek geschikt zouden zijn. Seksuele elementen werden symbolisch weergegeven. Deze veranderingen zijn te volgen in de diverse Duitse uitgaven. De eerste versie van Grimm was al een stuk kindvriendelijker dan het Italiaanse origineel.
Een opvallend verschil tussen de versie van Basile en de latere versies is het ontbreken van figuren met bovennatuurlijke gaven; alleen het coma van Talia valt als bovennatuurlijk te beschouwen.

## Samenvattingen

### Versie van Perceforest
De godin Themis is een van uitgenodigde godinnen op het geboortefeest van Zellandine. Themis wordt boos omdat er geen mes voor haar ligt en ze spreekt deze vloek uit: Zellandine zal zich aan een vlasnaald prikken en vervolgens sterven. Een andere uitgenodigde godin, Venus, verzacht deze vloek: Zellandine zal niet sterven, maar zij zal slapen totdat iemand de vlasnaald uit haar vinger zuigt. De wens komt uit en Zellandine valt in slaap. Later komt een held - Troïlos - bij het kasteel met de slapende prinses. Hij bevrucht haar. De prinses bevalt in haar slaap van een jongetje. Als dit kind de naald uit haar vinger zuigt, ontwaakt Zellandine.

### Versie van Giambattista Basile
Als het meisje Talia wordt geboren, voorspellen waarzeggers haar vader dat de prik van een vlasnaald groot gevaar zal opleveren. Haar vader laat alle vlas- en hennepplanten uit de omgeving verwijderen, maar als Talia is opgegroeid, treft ze op een dag toch een spinnend vrouwtje aan. Een vlasnaald schiet onder haar nagel en ze valt als dood neer.
Haar vader zet haar op een gemakkelijke zetel; het kasteel wordt verlaten en afgesloten.
Op een dag komt er een jagende koning voorbij. Zijn valk vliegt door een open raam het kasteel binnen. De koning klimt het kasteel in, legt de slapende Talia op bed en verkracht haar. Nog altijd in toverslaap bevalt Talia na negen maanden van een tweeling. Twee feeën leggen de kinderen aan de borst van de slapende moeder. Op een dag zuigt een van de kinderen niet aan de borst maar aan de vinger van Talia: de vlasnaald schiet los en Talia ontwaakt. Later maakt de koning kennis met de ontwaakte Talia en zijn twee kinderen, die hij Zon en Maan noemt. 
De koning is echter al getrouwd en zijn jaloerse echtgenote komt achter de affaire. Ze wil de kinderen laten slachten en als maaltijd aan de koning voorzetten.
De kok die daartoe opdracht krijgt kan dat niet over zijn hart verkrijgen. In plaats van de kinderen bereidt hij twee geitjes. Dan laat de wrede koningin Talia zelf ontbieden aan het hof, met de bedoeling om haar in het vuur te werpen. De koning komt echter net op tijd tussenbeide. De boze koningin wordt in het vuur geworpen, de kok wordt beloond en de koning trouwt met Talia.

### Versie van Grimm
Een koning en koningin verlangen al heel lang naar een kindje. Als de koningin zich baadt, kruipt er een kikker (In de eerste drukken ging het om een kreeft, pas in de derde druk werd dit een kikker (zie ook: de kikkerkoning - KHM1, dit werd door de gebroeders Grimm als belangrijkste sprookje gezien) uit het water en zegt: als het jaar voorbij is, zul je een dochter ter wereld brengen. Inderdaad bevalt de koningin na een jaar van een meisje en de koning organiseert een groot feest. Behalve familie, vrienden en kennissen nodigt hij ook de wijze vrouwen uit, zodat zij het kind een goed hart zouden toedragen.
Er zijn dertien wijze vrouwen in het rijk, maar de koning heeft slechts twaalf gouden borden en hij besluit daarom één vrouw niet uit te nodigen. Na het feest schenken de wijze vrouwen het kind wondergaven, zoals deugd, schoonheid en rijkdom. Elf wijze vrouwen hebben hun wondergave al gegeven, maar dan komt plots de dertiende binnen. Ze is boos omdat ze niet is uitgenodigd, en neemt wraak. Ze voorspelt dat de koningsdochter zich op haar vijftiende jaar zal prikken aan een spintol, en daardoor zal sterven. De twaalfde wijze vrouw kan deze vervloeking niet opheffen, maar wel verzachten. De prinses zal niet sterven, maar honderd jaar slapen.
De koning wil de vloek koste wat kost voorkomen en laat alle spintollen in het hele koninkrijk verbranden. De goede wensen van de wijze vrouwen komen allemaal uit. Het meisje is mooi, ingetogen, vriendelijk en verstandig en iedereen houdt van haar.
Als ze vijftien is, klimt de prinses op een dag in de oude toren. In de torenkamer ziet ze een oude vrouw met een spintol die vlas zit te spinnen. Deze vrouw is de dertiende wijze vrouw, die niet op het feest bij haar geboorte was uitgenodigd. De prinses weet niet wat een spintol is, en als ze hem wil pakken prikt ze zich. Ze valt op een bed en komt in een diepe slaap. Iedereen en alles in het kasteel treft hetzelfde lot, zelfs alle voorwerpen blijven stilstaan in de tijd.
Rond het kasteel gaat een doornhaag groeien waardoor het kasteel op den duur niet langer is te zien, zelfs de vlag op het dak is verborgen. In het land ontstaat een gerucht over het mooie slapende Doornroosje en veel koningszonen proberen door de haag heen te dringen. Dit lukt hen niet, ze komen vast te zitten in de stekels en sterven een voor een. Op een dag arriveert er een koningszoon die al van zijn grootvader hoorde over Doornroosje en ondanks het gevaar wil hij toch een poging wagen. De honderd jaar uit de wens van de twaalfde wijze vrouw zijn inmiddels verstreken, waardoor deze koningszoon wel door de doornhaag heen komt; hij ziet enkel mooie bloemen, die voor hem uiteenwijken.
De koningszoon ziet iedereen in diepe slaap in het kasteel en komt in de toren. Hij ziet Doornroosje op het bed in de torenkamer en kust haar. Als zijn lippen haar raken, ontwaakt ze en kijkt hem vriendelijk aan. Ieder mens en dier in het kasteel ontwaakt als ze samen de trap afdalen. Iedereen gaat gewoon door met wat hij honderd jaar geleden deed. Het paar trouwt en het huwelijk wordt groots gevierd.

#### Afwijkende versie[bron?]
Bij de doopplechtigheid van een lang verlangde prinses, offerden de als doopouders uitgenodigde feeën talenten als schoonheid, geestigheid, gratie en muzikaal talent. De boze fee was echter over het hoofd gezien en deze toverkol betoverde de prinses onder het mom van een talent, als ze volwassen werd zou zij haar vinger aan een spoel van een weefgetouw prikken en sterven.
Een goede fee (hoewel ze de betovering niet ongedaan kon maken) veranderde de toverspreuk zodanig dat de prinses niet zou sterven maar honderd jaar zou slapen, totdat zij zou ontwaken door een kus van een prins.
De koning verbood in het hele koninkrijk het spinnen of bezit van een weefgetouw op straffe des doods, maar tevergeefs. Toen de prinses vijftien of zestien jaar oud was, kwam ze bij toeval bij een oude vrouw in een kamer van een toren van het kasteel terecht, die aan het spinnen was.
De prinses vroeg de oude vrouw of ze het spinnen mocht proberen en het onvermijdelijke gebeurde. De betovering werd voltooid, de goede fee kwam terug en deed iedereen in het kasteel in slaap vallen.
Uiteindelijk hoorde een koningszoon het verhaal van de betovering, worstelde zich door de wilde rozen waaronder het kasteel was bedolven en drong het kasteel binnen. Hij kuste de prinses; iedereen in het kasteel werd wakker en ging verder met wat hij aan het doen was. Het jonge paar leefde vele jaren lang en gelukkig.
De Sababurg in het Reinhardswald, deelstaat Hessen, wordt in Duitsland als de locatie van het sprookje van Doornroosje beschouwd en heeft de bijnaam Kasteel van Doornroosje (Duits: Dornröschenschloss). De Grimm-versie van het sprookje wordt er regelmatig voor de toeristen opgevoerd.

### Versie van Perrault
Als er in het koninkrijk eindelijk een prinsesje geboren is, wordt er een groot feest gegeven. Zeven feeën worden hierbij uitgenodigd als petemoei. Zij ontvangen een prachtig gouden etui met gouden bestek erin. Dan verschijnt er als achtste een heel oude fee, die allang dood gewaand werd. De koning zorgt er weliswaar snel voor dat zij ook deel mag nemen aan de feestmaaltijd, maar een mooi etui zit er niet meer in. De oude fee is kwaad.
Wanneer de feeën hun doopgaven uitspreken over de baby, komt de oude fee als een na laatste aan de beurt. Ze wenst dat als het prinsesje zestien is, ze zich zal  prikken aan de spoel van een spinnewiel en zal sterven. Eén jonge fee, die als laatste aan de beurt is, voorzag de woede van de oude fee. Ze spreekt een bezwering uit die de vloek verzacht: de prinses zal honderd jaar slapen, waarna een prins haar met een liefdeskus zal wekken.
Ondanks de waakzaamheid van de koning prikt de prinses zich toch op haar zestiende waardoor ze in slaap valt. Na door een dwerg met zevenmijlslaarzen gewaarschuwd te zijn tovert de goede fee de hele hofhouding mee in slaap, zodat de prinses nog iets vertrouwds zal hebben als ze ontwaakt. Zodra de koning en koningin – die als enigen niet in slaap gevallen zijn – vertrokken zijn, groeit er een woud om het kasteel heen. Pas na honderd jaar slaagt de zoon van de koning die toen regeerde erin om het kasteel te bereiken. Alleen door de nabijheid van de prins (dus zonder kus) ontwaken de prinses en haar hofhouding. Ze trouwen en krijgen twee kinderen. Kort daarop volgt de prins zijn vader op als koning.
De ellende is echter nog niet voorbij, daar zijn moeder menseneter is. Wanneer hij tijdens een lange reis de regering aan zijn moeder overlaat, wil deze een voor een de kinderen van het jonge paar en uiteindelijk de koningin zelf voorgeschoteld krijgen. Een poging om haar te bedriegen mag niet helpen, en uiteindelijk kan enkel de onverwachte terugkomst van de jonge koning het gezin redden.

## Parallellen
- Doornroosje met de stekelige doornhaag rond het kasteel lijkt te verwijzen naar de doornappel, een giftige plant die mensen inderdaad in slaap kan brengen (en erger). De giftige appel komt in veel sprookjes voor, zoals Sneeuwwitje. Ook andere sprookjesfiguren dragen de naam van een plant, zoals Repelsteeltje (KHM55) en Raponsje (KHM12) (beide naar het repelsteeltje / rapunzelklokje) of Vlijtig Liesje (naar het vlijtig liesje).
- Het sprookje heeft veel overeenkomsten met het verhaal van Brunhilde uit het Nibelungenlied, zij wordt in slaap gebracht met een slaapdoorn en wordt door een ondoordringbare vlammenzee omgeven.
- Een verdwenen kasteel komt ook voor in De bijenkoningin (KHM62) en het verdwenen KHM130a (Der Soldat und der Schreiner).
- Het wekken van een slapende komt voor in De glazen doodskist (KHM163), het verdwenen KHM82a (Die drei Schwestern) en Sneeuwwitje en de zeven dwergen (KHM53). Ook in Sneeuwwitje wordt de slapende wakker gekust, maar er zijn ook versies waarin de glazen kist valt en het stukje appel uit de keel schiet.
- Vaker werden jonge vrouwen in slaap gebracht in sprookjes, zie ook Magische plaatsen en planten. Meerdere malen wordt hierbij verwezen naar de doornappel (als giftige appel, waaraan je je zeker kunt prikken omdat de plant veel stekels heeft), zelfs Eva zou volgens verhalen verleid zijn van deze appel te eten.
- Het spinnen als vrouwelijke activiteit komt in vele sprookjes voor, bijvoorbeeld Vrouw Holle, De drie spinsters (KHM14), Repelsteeltje (KHM55), Klitte (KHM156), Klosje, schietspoel en naald (KHM188).
- Het verhaal heeft overeenkomsten met Roman de Perceforest (Frans) en Frayre de Joy es Sor de Plaser (uit Catalonië), beide uit de veertiende eeuw. Hierin wordt een slapend meisje zwanger gemaakt. In Sole, Luna e Talia van Giambattista Basile komen alle elementen voor, in het sprookje van Perrault is de zwangerschap niet meer duidelijk aanwezig.

## Moderne versies en andere toepassingen
Het sprookje is diverse malen bewerkt en op andere manieren toegepast:
- Tsjaikovski schreef muziek voor een ballet, voor het eerst opgevoerd in 1890 in het keizerlijke theater in Sint-Petersburg, zie Doornroosje (ballet).
- In 1952 werd in de Efteling het Sprookjesbos geopend met daarin onder meer Het Kasteel van Doornroosje. De boze heks werd in 1981 toegevoegd.
- In 1959 maakte Walt Disney een avondvullende tekenfilm gebaseerd op dit sprookje, Sleeping Beauty, in Nederland Doornroosje, in Vlaanderen De schone slaapster. Daarbij gebruikte hij de muziek van Tsjaikovski. Ook is het kasteel van Doornroosje te bewonderen in Disneyland Anaheim, Disneyland Paris en Hong Kong Disneyland. Daarbij werd Disney geïnspireerd door Slot Neuschwanstein. Hij gebruikte dat als voorbeeld voor de kastelen van Doornroosje in Disneyland Anaheim en Hong Kong Disneyland.
- Er verscheen een Suske en Wiske-stripalbum met als titel De Schone Slaper.
- Er is een reizende musicalproductie van het sprookje uitgevoerd in België en Nederland, zie Doornroosje (musical). In Nederland was de tour in 2002-2003 te zien. Ook is de musical in het Efteling Theater uitgevoerd.
- In de tekenfilm Shrek 2 (2004) komt Doornroosje als een van de VIPs op het feest van Shrek en Prinses Fiona. In de film Shrek the Third (2007) heeft Doornroosje ook een grotere en sprekende rol. Hierin is ze ingesproken door Cheri Oteri, in de Nederlandse nasynchronisatie door Anneke Beukman.
- In 2002 bracht Studio 100 de musical Doornroosje uit die losjes gebaseerd was op de Disneyfilm van 1959. De goede feeën werden gespeeld door K3, de slechte fee door Anne Mie Gils.
- In 2014 wordt Doornroosje gespeeld door Elle Fanning in de film Maleficent. Deze film is gefocust op het verhaal van de boze fee, Angelina Jolie, die in een goed daglicht gezet wordt. In 2019 verscheen het vervolg hierop.

## Afbeeldingen

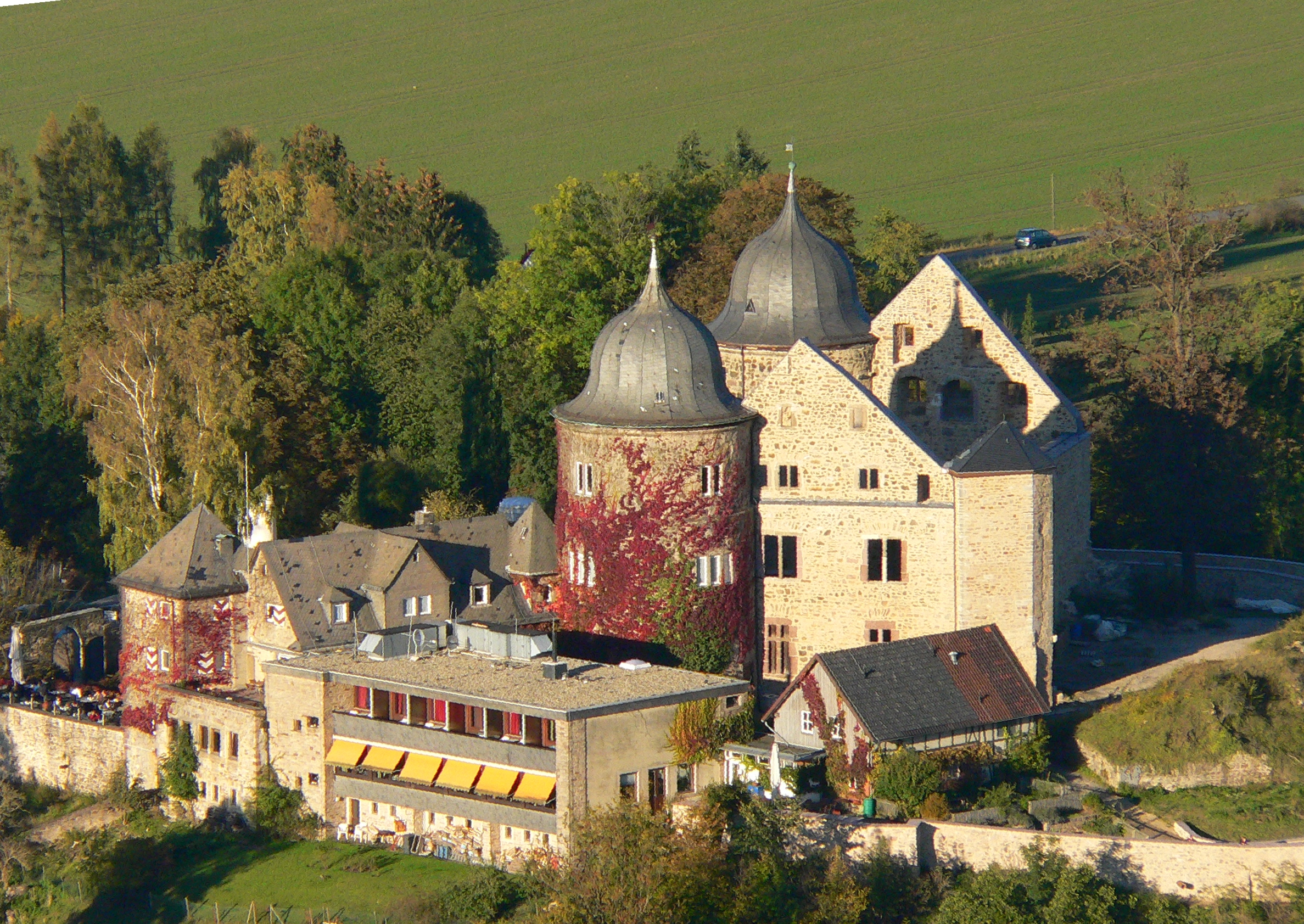
Het "Doornroosje-kasteel" Sababurg
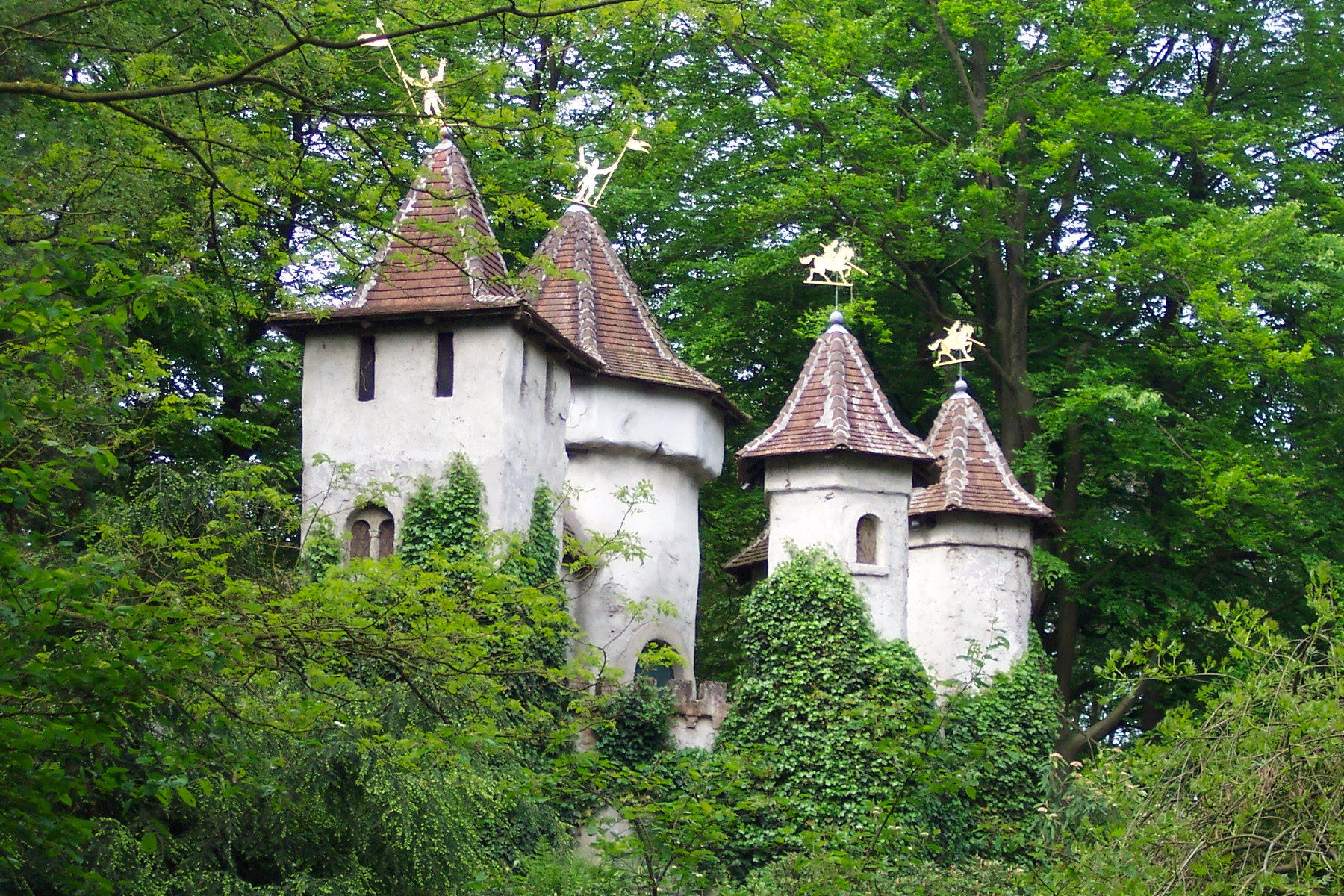
Het kasteel van Doornroosje in het Sprookjesbos in de Efteling
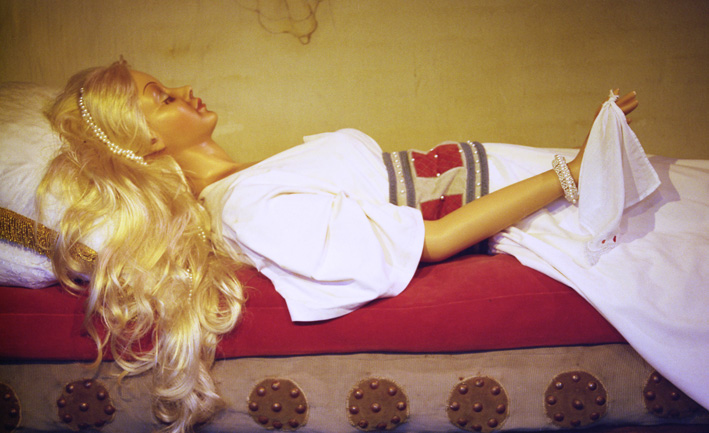
Doornroosje in het Sprookjesbos
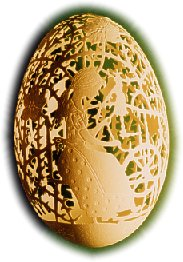
Doornroosje met spinnewiel en wilde rozen, op een paasei (vruchtbaarheidssymbolen)
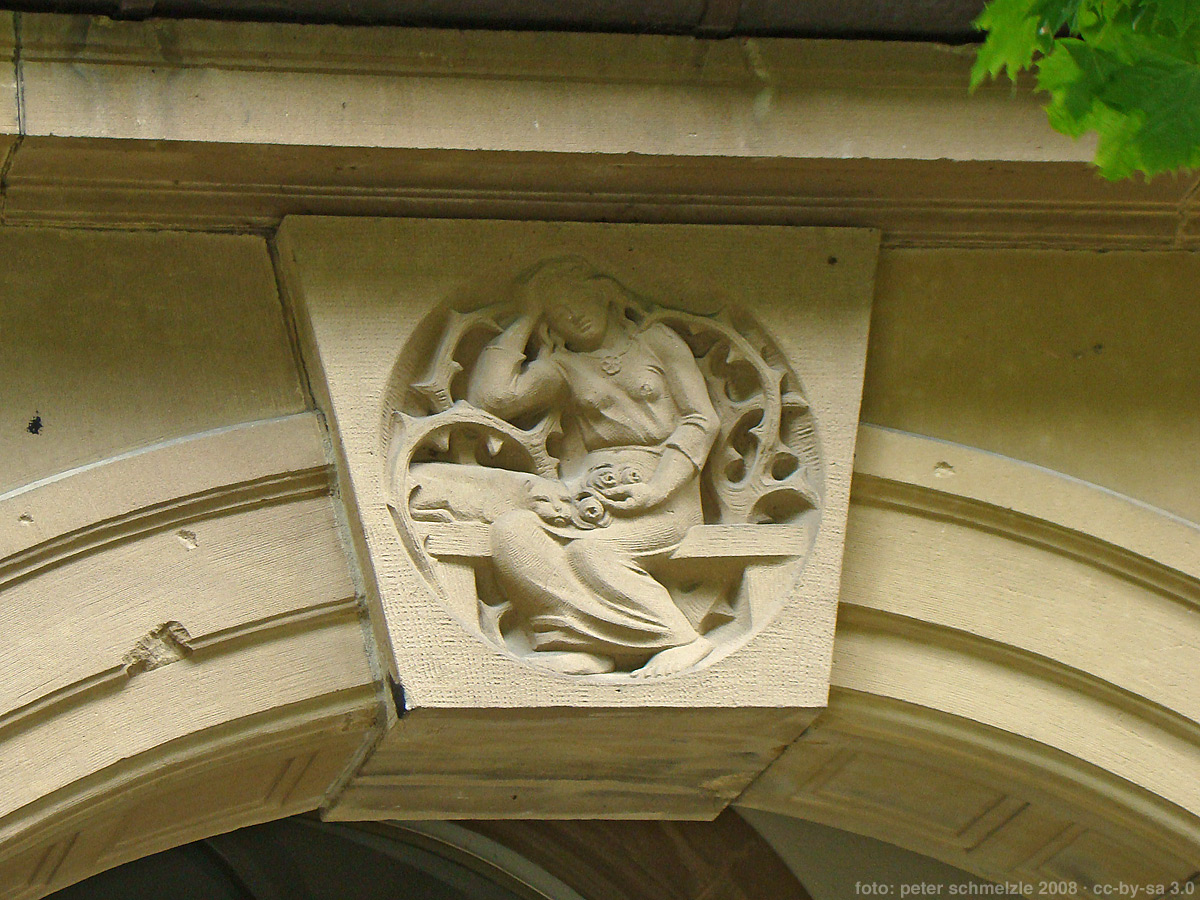
Doornroosje in Heilbronn-Böckingen
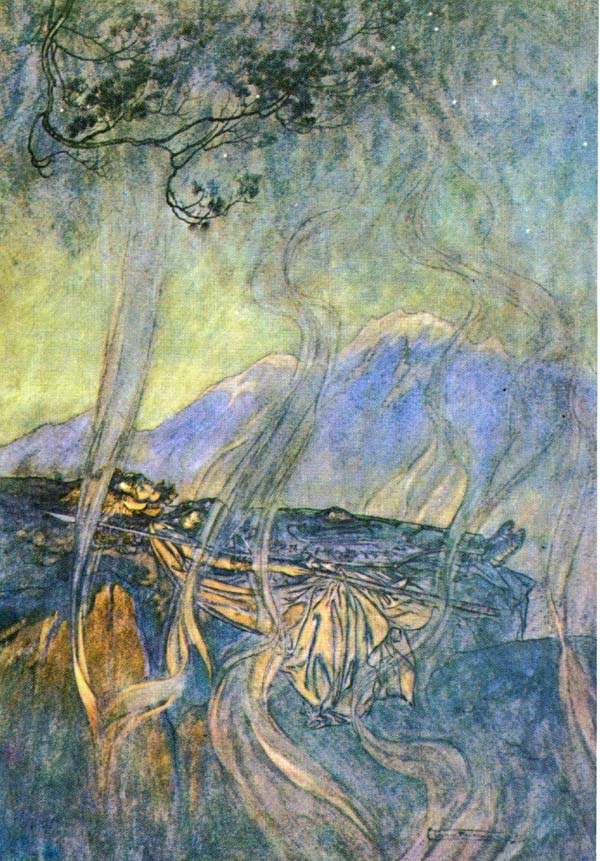
Brunhilde is diep in slaap, omgeven door een ondoordringbare vuurzee (afbeelding bij Richard Wagners Die Walküre)
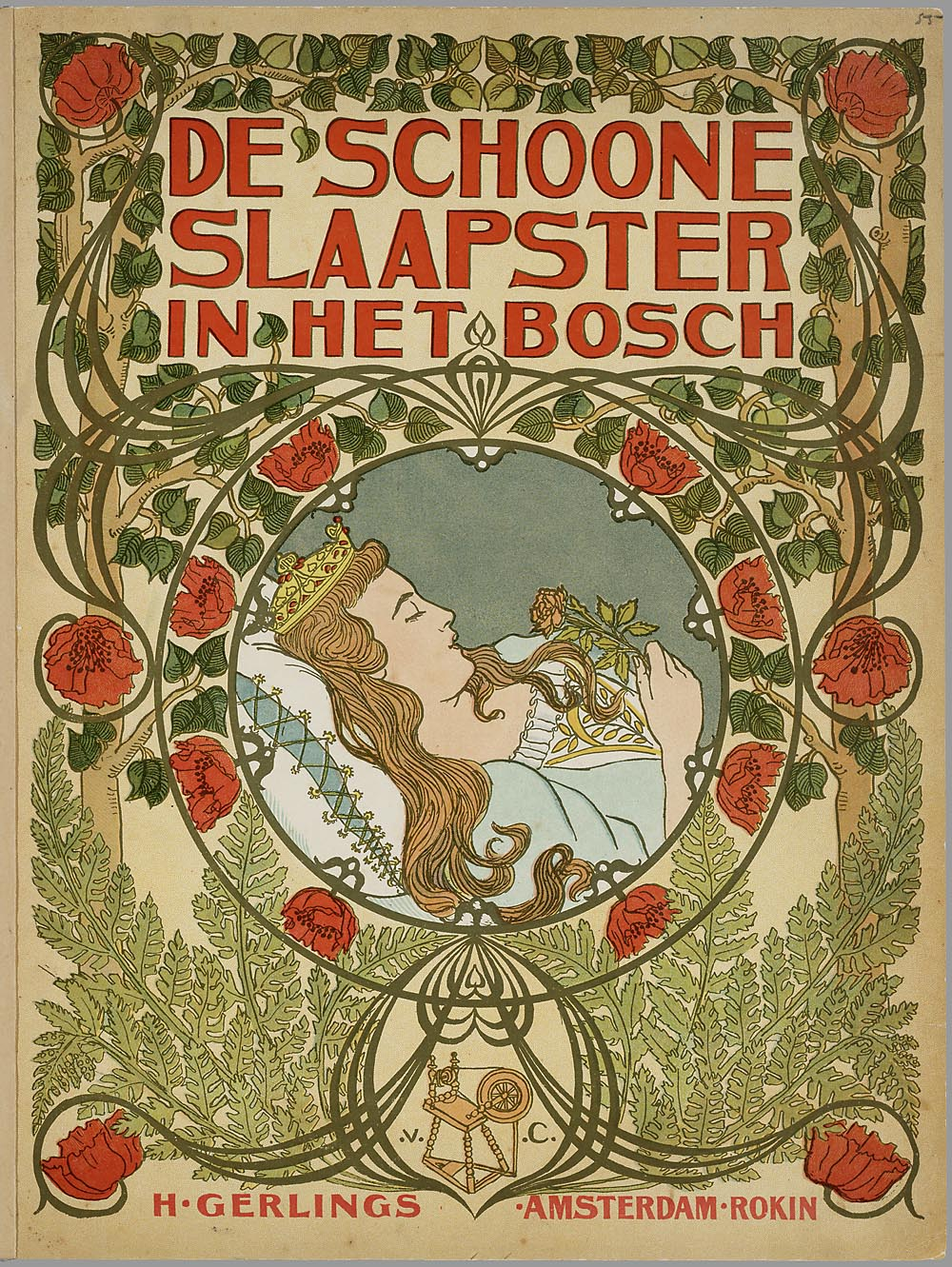
Boekomslag van Johann Georg van Caspel voor De schoone slaapster in het bosch uit 1898